# Фосфид кальция
Фосфид кальция — неорганическое соединение кальция и фосфора с химической формулой Ca3P2, красновато-коричневые кристаллы.

## Химические свойства[1]
- Получение:
  - реакция кальция и фосфора:

{\displaystyle {\ce {3Ca + 2P -> Ca3P2}}}
- восстановление фосфата кальция углем без доступа к кислороду:

{\displaystyle {\ce {Ca3(PO4)2 + 4C -> Ca3P2 + 4CO2}}}
- Разлагается при действии воды и разбавленных кислот с образованием фосфина и гидроксида или хлорида кальция:

{\displaystyle {\mathsf {Ca_{3}P_{2}+6H_{2}O\rightarrow 3Ca(OH)_{2}+2PH_{3}}}}
{\displaystyle {\mathsf {Ca_{3}P_{2}+6HCl\rightarrow 3CaCl_{2}+2PH_{3}}}}
- Разлагается при нагревании с образование кальция и фосфора:

{\displaystyle {\ce {Ca_3P_2 ->[{t=1250 °C}] 3Ca + 2P}}}
- Нагретый реагирует с галогенами ({\displaystyle {\ce {Hal = F, Cl, Br, I}}}):

{\displaystyle {\ce {Ca3P2 + Hal -> 3CaHal + PHal_{(3, 5)}}}}
- Реагирует с кислородом с образованием оксидов кальция и фосфора:

{\displaystyle {\ce {Ca3P2 + 4O2 -> 3CaO + P2O5}}}
- Реагирует с серой с образованием сульфида кальция и сульфида фосфора:

{\displaystyle {\ce {Ca3P2 + 6S -> 3CaS + P2S3}}}
Фосфид кальция используют для получения ядовитого газа — фосфина (PH3):
{\displaystyle {\mathsf {Ca_{3}P_{2}+6HCl\rightarrow 3CaCl_{2}+2PH_{3}}}}

## Безопасность
Фосфид кальция весьма ядовит. Соединение неустойчиво, при контакте с водой и кислотами разлагается с выделением ядовитого газа фосфина.